# Acuario de agua dulce

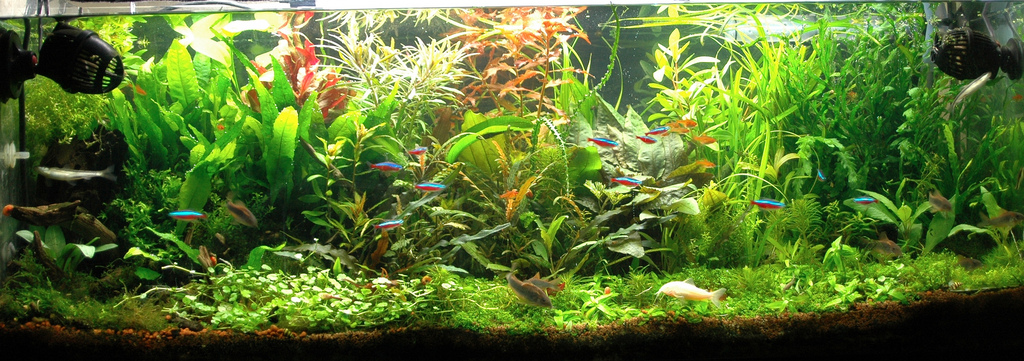
Acuario de agua dulce.

Un acuario de agua dulce o acuario fluvial es un acuario que contiene uno o más especies de organismos acuáticos de agua dulce con fines decorativos, de mascotas o de investigación. Los acuarios modernos suelen estar hechos de vidrio transparente o acrílico . Los habitantes típicos incluyen peces, plantas, anfibios e invertebrados, como gastrópodos y crustáceos.
Los peces de agua dulce pueden ser especies de clima frío o tropical. Aunque los acuarios de agua dulce se pueden configurar como hábitats comunitarios, los peces tropicales y de agua fría generalmente no se mezclan debido a las incompatibilidades en los requisitos de temperatura. Los acuarios de agua fría albergan peces de colores y otras especies que no requieren un aparato de calefacción. Las temperaturas más cálidas en realidad aumentarían su metabolismo y acortarían su vida útil. Para una pecera tropical, mantener una temperatura ambiental cálida que oscile entre 75 y 80 °F (24 a 27 °C) permite que los peces prosperen.
Los acuarios se pueden decorar con arena o grava, plantas vivas o de plástico, madera flotante, rocas y una variedad de esculturas de plástico fabricadas comercialmente. Los acuarios más pequeños son las peceras esféricas, pero no se recomiendan para la mayoría de los peces, ya que generalmente son demasiado pequeños, tienden a retrasar el crecimiento de los peces y pueden provocarles estrés.

## Historia
Los primeros acuarios conocidos fueron estanques de peces artificiales construidos por los antiguos sumerios hace más de 4500 años. Los antiguos asirios, egipcios y romanos también criaban peces en estanques con fines alimentarios y de entretenimiento. Los antiguos chinos fueron la primera cultura en criar peces con algún grado de éxito; criaron carpas como alimento alrededor del año 2000 a. C. y desarrollaron peces dorados ornamentales mediante la cría selectiva. Los peces dorados se introdujeron en Europa durante el siglo XVIII. 
A fines del siglo XVIII, se estaba despertando un interés público generalizado en el estudio de la naturaleza, y los peces se guardaban en frascos de vidrio, recipientes de porcelana, tinas de madera y pequeños estanques artificiales. Durante este tiempo, el zoólogo y botánico Johann Matthaeus Bechstein, mantuvo muchos peces y anfibios y sentó las bases para la ciencia de los acuarios y terrarios. Los conceptos de acuario y terrario adecuados fueron desarrollados más tarde por Nathaniel Bagshaw Ward en 1829.
Durante el siglo XIX se desarrolló la idea del "acuario equilibrado". Este enfoque fue un intento de imitar un ecosistema equilibrado en la naturaleza. De acuerdo con este método, las plantas podrían consumir los desechos de los peces, y las plantas, junto con la superficie del aire del agua, podrían suministrar oxígeno a los peces.  En 1869, el primer pez tropical (Macropodus opercularis) fue importado de Asia. En estos días, los tanques tropicales se mantenían calientes con una llama abierta. Debido a que los primeros filtros eran ruidosos y costosos, la pesca era un pasatiempo reservado para personas adineradas con inclinaciones científicas.

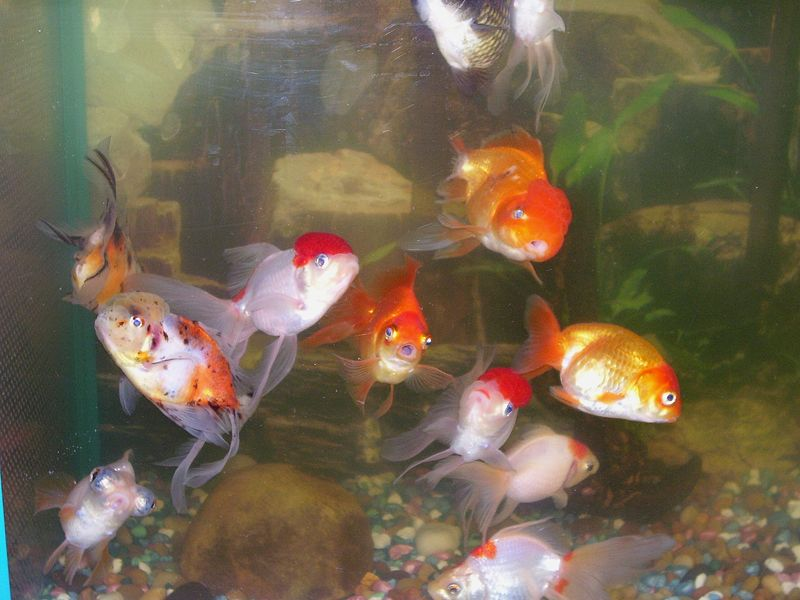
Un acuario de peces dorados.

En 1878, el contralmirante Daniel Ammon trajo el primer pez tropical del Lejano Oriente a los Estados Unidos, lo que provocó una disminución en la popularidad de los peces dorados. A principios del siglo XX, se introdujo la aireación, así como la filtración de partículas y carbón. El filtro de grava se introdujo en la década de 1950.  En ese momento, la vieja idea del acuario equilibrado era vista como inalcanzable e innecesaria para muchas personas en el pasatiempo de los acuarios, pero regresó a fines del siglo XX con la creciente popularidad del tanque plantado.
Hoy en día, la acuariofilia se ha convertido en un pasatiempo popular que casi cualquiera puede hacer. Los peces de acuario se capturan en la naturaleza y se crían en Asia y Florida. Las especies criadas en cautiverio son económicas y ampliamente disponibles, y es menos probable que se infecten con enfermedades o parásitos. Desafortunadamente, las sucesivas generaciones de peces endogámicos frecuentemente tienen menos color y lucen aletas más pequeñas que sus contrapartes salvajes.

## Fundamentos
La configuración típica de un acuario doméstico de agua dulce, además de sus inquilinos acuáticos, consta de muebles como un sustrato de grava, plantas reales o de plástico, rocas, madera flotante, un telón o fondo y otras decoraciones. Otros equipos incluyen un dosel o campana como cubierta de acuario, un soporte o base de acuario, accesorios de iluminación, un calentador, un termómetro, bombas de aire, aparatos de filtración, piedras de aire, comida para peces, una red de pesca, acondicionador de agua, kits de prueba de calidad del agua, una manguera de sifón o un limpiador de grava y un balde para cambios de agua.
El área superficial y la altura son importantes en la configuración y el mantenimiento de un biotopo vivo. El área de superficie contribuye a proporcionar una oxigenación superior en el tanque y también facilita la creación de atractivos temas acuáticos. Los ambientes de agua dulce se benefician más de los acuarios cortos y anchos, debido a la mayor superficie que presentan al aire; esto permite que se disuelva más oxígeno en el agua, y cuanto más oxígeno haya, más peces podrás conservar. En general, un acuario de mayor tamaño proporciona un mundo acuático más estable y el aficionado también puede adquirir una mayor cantidad de peces. Un acuario grande también puede mejorar el valor estético. Con respecto al material, es preferible un acuario de vidrio debido a su costo razonable y su capacidad superior para resistir los rasguños y la decoloración. Los acuarios de interior normalmente se colocan lejos de las ventanas, los conductos de calefacción y refrigeración de la casa porque la luz solar directa y los cambios de temperatura pueden afectar negativamente al medio ambiente acuático. La sobreexposición a la luz solar provoca un rápido crecimiento de algas dentro y fuera del tanque. Las variaciones bruscas de temperatura son perjudiciales para los peces.

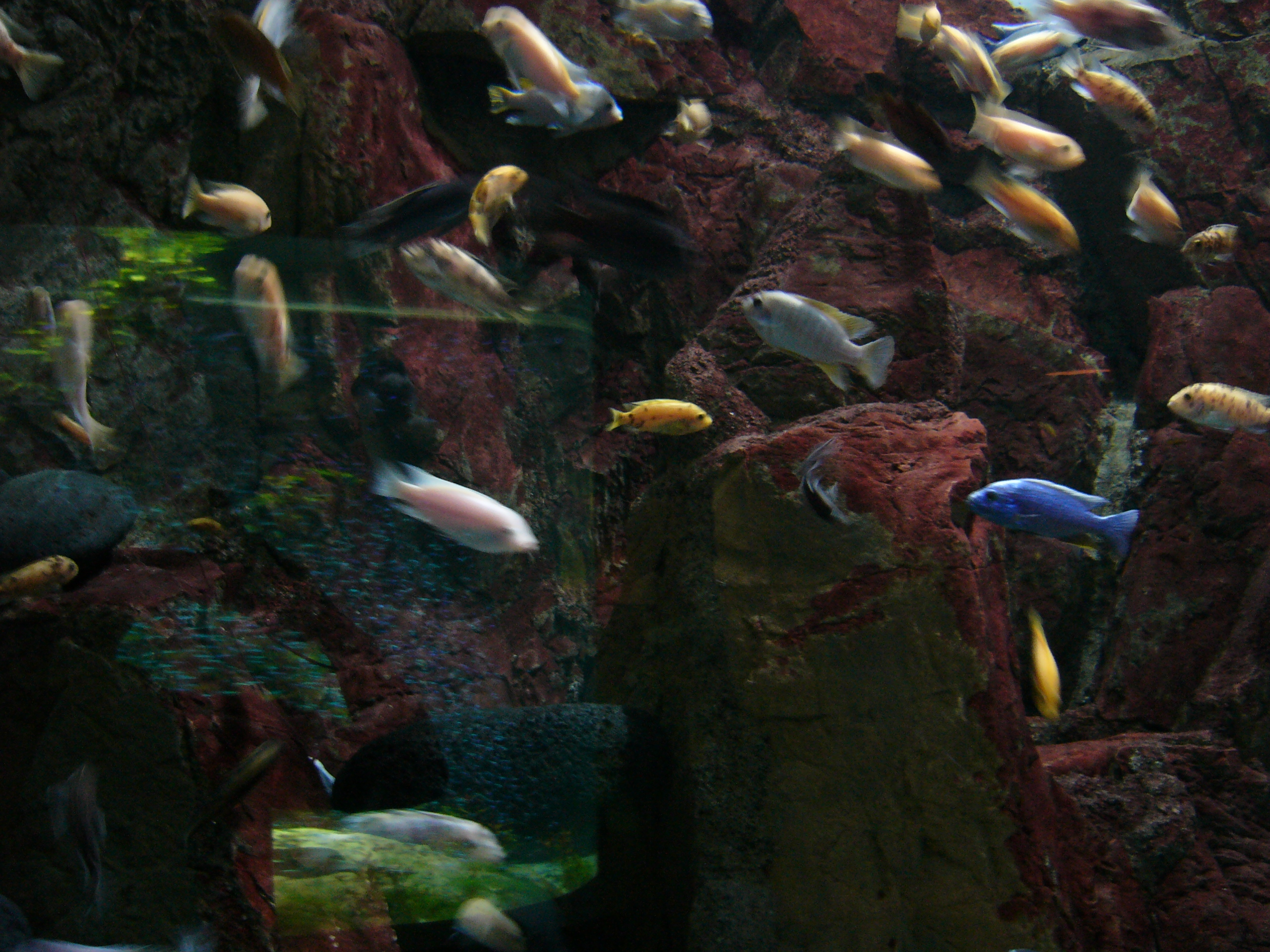
Acuario de cíclidos africanos

Los peces vienen en una gran variedad de especies, de varias regiones geográficas diferentes. La mayoría de los peces de acuario se originaron en América Central, América del Sur, África, Asia u Oceanía . Los peces se pueden mantener en diferentes combinaciones de especies y en diferentes tipos de ambientes acuáticos . Cuatro temas comunes incluyen el acuario comunitario, el acuario de peces dorados, el acuario de cíclidos africanos y el acuario plantado.
Un acuario comunitario es aquel que contiene una mezcla de peces y plantas de diferentes áreas geográficas con énfasis en el color y la resistencia de los especímenes. Un ejemplo es la combinación de gouramis, tetras y rasboras con una selección de plantas resistentes como Hygrophila difformis, Hygrophila polysperma y Vallisneria spiralis . Para ello es importante elegir peces que sean pacíficos y compatibles entre sí.
Un acuario de peces dorados se puede configurar como un tanque sin amueblar y con el fondo desnudo para enfatizar la coloración brillante de los peces. Una combinación de diferentes variedades de peces dorados y decoraciones que contrasten con los colores vivos de los peces sería una exhibición atractiva. Las plantas vivas generalmente no se cultivan con peces dorados, a excepción de las plantas resistentes y oxigenadas como Egeria, porque los peces dorados perturban regularmente el sustrato. También pueden alimentarse de plantas de hojas más suaves. En su lugar, se pueden utilizar plantas de plástico.
Un acuario de cíclidos africanos comúnmente consta de variedades de cíclidos del lago Tanganica o del lago Malawi, y generalmente requiere una gran cantidad de rocas combinadas con un sustrato de grava fina o arena. El entorno rocoso debería proporcionar numerosas cuevas y escondites. Debido a que los cíclidos, como los peces dorados, alteran el sustrato al excavar, se deben usar plantas de plástico como sustituto de las plantas vivas. Sin embargo, las plantas reales como Vallisneria o Anubias se pueden probar en un tanque de cíclidos.
Un acuario plantado enfatiza las plantas vivas tanto o incluso más que los peces. Grandes agrupaciones de especies de plantas como Hygrophila, Limnophila, Rotala, Vallisneria, Echinodorus y Cryptocorynes con un número limitado de peces es un buen ejemplo de un tanque plantado. Es importante seleccionar peces que no dañen las plantas, como pequeños tetras, guramis enanos, púas de cereza, cebra danio y nubes blancas . Los tanques plantados pueden incluir CO2  y un sustrato fortificado con laterita o, en el caso de un acuario de baja tecnología, una capa de tierra para macetas debajo de la grava para proporcionar nutrientes a las plantas.
Un acuario de biotopo es un acuario que está diseñado para simular un hábitat natural, con peces, plantas y muebles, todos representativos de un lugar particular en la naturaleza. Debido a que solo las especies que se encuentran juntas en la naturaleza están permitidas en un acuario de biotopo verdadero, estos tanques son más desafiantes y menos comunes que los otros temas. Los acuarios de biotopo más comunes son el biotopo del Amazonas y el biotopo del lago Malawi, pero ocasionalmente los acuaristas recrearán el biotopo del ríos comunes en el sudeste asiático.